# Cái Rồng
Cái Rồng là thị trấn huyện lỵ của huyện Vân Đồn, tỉnh Quảng Ninh, Việt Nam.
Thị trấn Cái Rồng có diện tích 8,8 km², dân số năm 1999 là 6.583 người, mật độ dân số đạt 748 người/km².                    Thị trấn Cái Rồng là trung tâm kinh tế, chính trị, văn hóa của huyện Vân Đồn. Có vị trí tiếp giáp                                           Phía tây bắc giáp xã Đoàn Kết                                                 phía đông bắc giáp xã Hạ Long                                                phía tây nam giáp xã Đông Xá                                              phía đông nam giáp xã đảo Bản Sen, Minh Châu.
Ngày 10 tháng 9 năm 1981, thành lập thị trấn Cái Rồng, sáp nhập xã Tân Hải vào xã Ngọc Vừng và sáp nhập xã Thạch Hà vào các xã Đông Xá, Hạ Long và thị trấn Cái Rồng.
Ngày 21 tháng 8 năm 2015, Bộ Xây dựng ban hành Quyết định số 973/QĐ-BXD công nhận thị trấn Cái Rồng mở rộng là đô thị loại IV.